# Fichtwald
Fichtwald település Németországban, azon belül Brandenburgban. Lakosainak száma 599 fő (2023. december 31.).

## Népesség
A település népességének változása:
| Lakosok száma | 625  | 614  | 603  | 599  | 599  |
|               | 2017 | 2019 | 2021 | 2022 | 2023 |